# Luca Migliorino
Luca Migliorino (Battipaglia, 2 marzo 1979) è un politico italiano.

## Biografia
Nato in Campania, vive e lavora a Siena. Viene eletto deputato alle elezioni del 4 marzo 2018 con il Movimento 5 Stelle. È stato membro della VII Commissione (Finanze) della Camera dei deputati durante la XVIII legislatura.